# Віктор Головатенко
Віктор Головатенко (рум. Victor Golovatenco, нар. 28 квітня 1984, Кишинів) — молдовський футболіст, захисник клубу «Зімбру».
Виступав, зокрема, за клуб «Сибір», а також національну збірну Молдови.

## Клубна кар'єра
У дорослому футболі дебютував 2003 року виступами за команду клубу «Шериф», в якій того року взяв участь у 6 матчах чемпіонату. 
Згодом з 2004 по 2010 рік грав у складі команд клубів «Тирасполь», «Хімки» та «Кубань».
Своєю грою за останню команду привернув увагу представників тренерського штабу клубу «Сибір», до складу якого приєднався 2011 року. Відіграв за новосибірську команду наступні п'ять сезонів своєї ігрової кар'єри. Більшість часу, проведеного у складі «Сибіру», був основним гравцем захисту команди.
Протягом 2016—2017 років захищав кольори команди клубу «Зоря» (Бєльці).
До складу клубу «Зімбру» приєднався 2018 року. 

## Виступи за збірну
2004 року дебютував в офіційних матчах у складі національної збірної Молдови.